# 오스트리아 U-17 축구 국가대표팀
오스트리아 U-17 축구 국가대표팀(독일어: österreichische Fußballnationalmannschaft der U-17-Junioren)은 오스트리아를 대표하는 16세 이하의 축구 국가대표팀으로, 오스트리아의 축구 관리 기관인 오스트리아 축구 협회의 관리를 받는다. FIFA U-17 월드컵에 2번 참가했으며, UEFA U-17 축구 선수권 대회에 7번 참가해 2003년에는 3위를 기록했다.